# دینر
دینر (انگلیسی: Denner) شرکت خرده‌فروشی سوئیسی است، که در سال ۱۸۶۰ توسط هانریش ریف-شوارتس تأسیس شد.